# Milonga
Milonga é um género musical folclórico rioplatense, típico de Argentina, Uruguai e estado do Rio Grande do Sul. O gênero provém da cultura gauchesca. Em compasso binário, mas com frequência com um acompanhamento de guitarra em 6/8.  Apresenta-se em duas modalidades, a milonga campera, pampeana ou surera (pertencente à chamada "Música surera"), a qual é a forma original da milonga; e a milonga cidadã, forma tardia criada em 1931 por Sebastián Piana com "Milonga sentimental".
O termo "milonga" foi cunhado por brasileiros e tem origem com viés pejorativo, pois significa verborragia, prolixidade. A despeito desse fato, podemos encontrar milongas no Brasil, sobretudo em algumas cidades do interior do Rio Grande do Sul.

## Etimologia
"Milonga" é o plural de mulonga, que significa na linguagem quimbunda, estabelecida em Brasil, "palavra". Uma milonga, portanto, são "palavras" e por extensão "palavrório", termo muito apropriado para definir a payada. Há que se esclarecer que quimbunda era a linguagem dos povos "Bundas", como eram conhecidas algumas tribos africanas de Angola, velha colônia portuguesa da costa ocidental do continente africano. Abundaram os escravos trazidos dessas terras, e que falavam o quimbunda (linguagem bantú), entre a população negra de Brasil, de Argentina e de Uruguai. Nas religiões afro-brasileiras, o termo "milonga" significa "feitiço" ou "sincretismo".
O historiador portenho Hugo Corradi contribuiu com uma informação importante. Corradi escreveu: "... depois que Justo José de Urquiza derrotou Juan Manuel de Rosas em Caseros em 3 de fevereiro de 1852, os soldados brasileiros que formaram o Grande Exército (grupo militar que, em 1852, invadiu as províncias de Santa Fé e Buenos Aires) apontaram que os mazorqueros portenhos cantavam 'milongas'. Assim, para os brasileiros, aqueles longos versos cantados sobre a mesma melodia que se repetiam até o final, não passavam de palavrório, verborragia, prolixidade ininteligíveis.

## Origem e história
Na Espanha, aproximadamente durante o século XII, foi identificado um gênero que poderia ser o mais antigo antecedente da milonga. Naquela época, e naquelas terras, surgia o ritmo alternativo (6/8-3 /4, ou seja, um ritmo em constante mutação). Gêneros musicais posteriores e próximos da milonga foram a sarabanda (século XVI) e sua evolução imediata, a tirana (século XVIII).
A tonadilla cênica - antecedente à zarzuela - trouxe para Cuba este gênero musical denominado "tirana" que, em Cuba, evoluiu e adquiriu características próprias locais, além de um novo nome: "Guajira" (termo que significa "camponês" em Cuba). Nas viagens de ida e volta entre Cuba e Espanha, a "tirana" transformada em "guajira" regressou ao território espanhol, mais precisamente à Andaluzia (zona onde se situava o principal porto espanhol da época, o Puerto de Palos). Essa variante do guajira foi a que chegou a Buenos Aires.
Estima-se que, aproximadamente, a chegada do flamenco guajira a Buenos Aires tenha ocorrido entre 1822 e 1830. Quanto à música, esta época poderia ser descrita com a seguinte frase de José Antonio Wilde (médico do exército argentino - quem foi ele na Batalha de Caseros- e escritor: "Passamos do "céu, décimo e triste" para canções espanholas muito engraçadas e de um estilo especial".

### Afinidades com outros gêneros

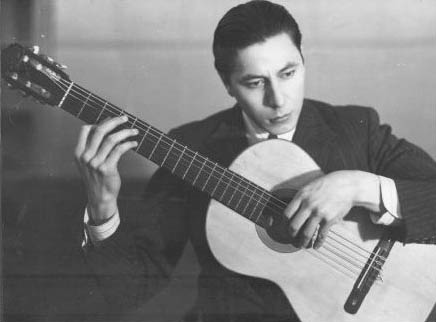
Atahualpa Yupanqui

Ainda que tanto a milonga como o tango tem compasso de 2/4 ou 4/4, as 8 figuras musicais da milonga estão distribuídas em 3 + 3 + 2 e, diferente do tango, possui um ritmo mais "quadrado". As letras da milonga costumam ser picarescas. A milonga cidadã apareceu como um subgênero do tango, ao ser criada em 1931 por Sebastián Piana  e Homero Manzi com a música "Milonga sentimental". Esta variante do tango foi batizada por Piana como "milonga" e é o que hoje em dia se conhece como milonga cidadã, que é mais rápida que a milonga campera.

### Principais Expoentes
Alfredo Zitarrosa foi o maior expositor do genero milonga no Uruguai, bem como Atahualpa Yupanqui, Argentino Lua, José Larralde ou Alberto Merlo, Soma Paz,  foram na República Argentina. O escritor argentino Jorge Luis Borges preferia a milonga ao tango, pois, para ele, a milonga não transmitia a melancolia romântica do Tango. Borges é autor da letra da milonga (cidadã) "Jacinto Chiclana", onde retrata um guapo que costumava colocar sua habilidade de lutar com a faca a serviço dos líderes políticos.